# Charles-Gustave Kuhn
Charles-Gustave Kuhn (ur. 28 kwietnia 1889, zm. 18 grudnia 1952 w Zurychu) – szwajcarski jeździec.
W 1928 wystartował na igrzyskach olimpijskich, na których zdobył brązowy medal w indywidualnych skokach przez przeszkody na koniu o imieniu Papita. Jego wynik wliczał się również do klasyfikacji drużynowej, w której Szwajcarzy zajęli 8. miejsce.